# United States Naval Sea Cadet Corps

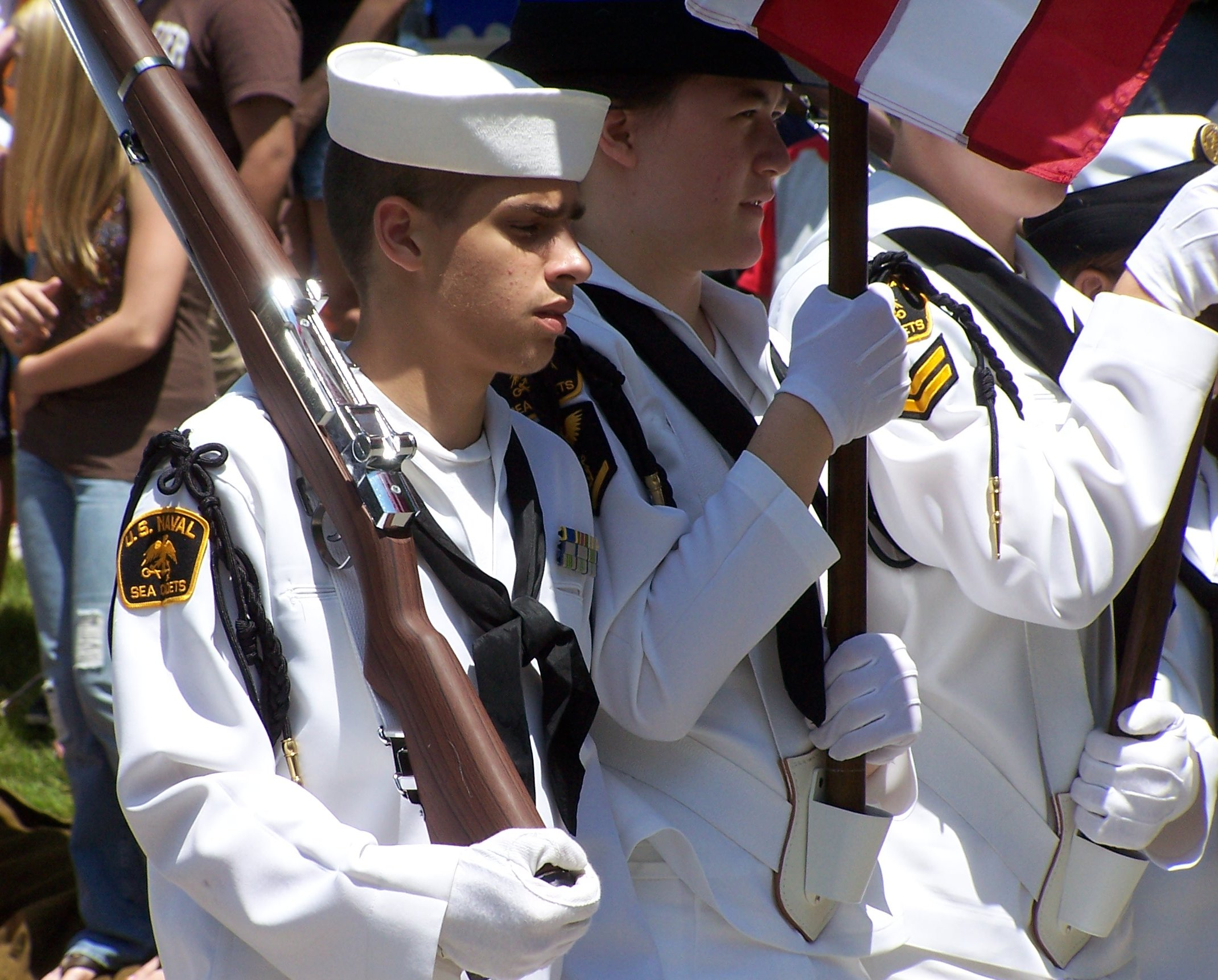
United States Sea Cadets

Das United States Naval Sea Cadet Corps ist ein vom Kongress der Vereinigten Staaten von Amerika begründetes, als gemeinnützig anerkanntes Jugendprogramm, das von der United States Navy und der United States Coast Guard gesponsert wird. Es dient als Jugendentwicklungsprogramm für die United States Navy. Die Sea Cadets tragen Uniformen, die mit den offiziellen Insignien der Organisation geschmückt sind und führen einmal im Monat Übungen durch. Die Organisation besteht aus 5600 Sea Cadets im Alter von 13 bis 17 Jahren, die in verschiedenen Einrichtungen im ganzen Land tätig sind.

## Referenzen
1. ↑  Stephen Ruiz: Everything You Need to Know About the US Naval Sea Cadet Corps. In: Military.com. 11. August 2021, abgerufen am 1. Juli 2025 (englisch).
2. ↑  U.S. Naval Sea Cadet Corps Manual. ManualLib, 17. Oktober 2023 (englisch, manuallib.com [abgerufen am 5. Juli 2025]).
3. ↑  intellivolve: Empowering Future Maritime Leaders: AUSN and Sea Cadets. 12. Juli 2024, abgerufen am 1. August 2025 (amerikanisches Englisch).
4. ↑  CNRC and Sea Cadets Partner to Develop America’s Youth. In: DVIDS. Abgerufen am 1. August 2025 (englisch).